# 呂興
呂 興（りょ こう、? - 264年）は、中国三国時代の呉・魏の武将。

## 生涯
呂興は交阯太守孫諝のもとで郡吏を務めていた。
呉の永安5年（魏の景元3年、262年）、呉帝孫休は察戦の鄧荀を交阯に派遣し、孔雀と大猪を調達しようとし、鄧荀は現地民に孔雀3千羽を秣陵へ送るように要求した。孫諝は貪欲で暴虐な性格で、いままでも現地民に対して暴政を行っており、またたびたび徴用令を出して優れた技術者を選び千余人を秣陵へ送っており、現地民はまた徴用されるのではないかと恐れた。
呉の永安6年（魏の景元4年、263年）5月、呂興はこの動揺に乗じて兵士や民衆を扇動し、異民族も誘い込んで反乱を起こし、孫諝・鄧荀を殺害した。反乱は交阯郡だけにとどまらず、南の九真郡・日南郡にも広がった。
ちょうどその頃、魏が蜀に侵攻し滅亡させた（蜀漢の滅亡）ため、呉はその対応に追われ、呂興の反乱に兵を差し向けることができなかった。呂興はその隙をついて、都尉の唐譜を魏の南中諸郡に派遣し、南中都督の霍弋に魏へ服属を申し入れた。
霍弋はそれに応じて、洛陽にその旨を上表し、魏の咸熙元年（呉の永安7年、264年）9月辛未日、魏は呂興を使持節・都督交州諸軍事・南中大将軍・定安県侯に封じたが、辞令の詔勅が到着しないうちに、呂興は功曹の李統に殺されたという。
呂興の死後、霍弋は交阯太守に爨谷・馬融（馬忠の子）・楊稷を立て続けに任命し、また、毛炅・董元・孟幹・孟通・爨能・李松・王素らを交州に送り込み、反乱を助けた。そのため、交州は呉の建衡3年（西晋の泰始7年、271年）、呉の大都督薛珝・交州刺史陶璜らが交州奪還するまで、交州は呉から離反することとなった。